# Брандон (Минесота)
Брандон (енгл. Brandon) град је у америчкој савезној држави Минесота.

## Демографија
По попису из 2010. године број становника је 489, што је 39 (8,7%) становника више него 2000. године.
| Група             | 2000.       | 2010.       |
| Белци             | 444 (98,7%) | 474 (96,9%) |
| Афроамериканци    | 0 (0,0%)    | 1 (0,2%)    |
| Азијати           | 1 (0,2%)    | 0 (0,0%)    |
| Хиспаноамериканци | 4 (0,9%)    | 11 (2,2%)   |
| Укупно            | 450         | 489         |